# OM 190/260
La gamme OM 190/260 est la version pour le marché italien des Unic 340. Ce sont des véhicules de transport routier produits par le constructeur français UNIC-Fiat entre 1970 et 1975 dans son usine de Trappes et commercialisés entre 1971 et 1974 en Italie sous la marque OM. Seuls les logos de calandre marquaient la différence entre les modèles. Les OM avaient la conduite à droite, obligatoire à l'époque en Italie, mais sur les marchés étrangers ils disposaient de la conduite à gauche. 
En Suisse on pouvait acheter 
- un UNIC 340A 4x2, 6x4 ou 8x4,
- un OM 190 4x2, 260 6x4 ou 8x4,
- un FIAT 190 4x2, 260 6x4 ou 8x4.

C'est le premier camion gros porteur de la marque française à utiliser la cabine avancée basculante Fiat V.I. dite groupe, confortable, lumineuse et spacieuse et qui offre deux larges couchettes. Il a été homologué par le service des mines français le 25 mars 1970.
La gamme italienne comprend quatre modèles :
- OM 190, porteur 4x2 de 18 tonnes, pouvant recevoir un 3ème essieu autodirecteur arrière, pour un PTAC de 24 tonnes,
- OM 190 T, tracteur 4x2, pour tracter une semi remorque à 3 essieux typique italienne, pour un PTRA de 44 tonnes,
- OM 260, porteur 6x4 de chantier, homologué à 33 tonnes en Italie,
- OM 260 T, tracteur 6x4 en version semi remorque chantier pour un PTRA de 56 tonnes et pour transports exceptionnels à 75 tonnes en Italie.

## Histoire
Le constructeur français UNIC-Fiat était la filiale française du groupe Fiat V.I. depuis qu'il avait été racheté par Simca en 1956.
Depuis son rachat, FIAT n'a jamais imposé à UNIC l'utilisation de ses moteurs ni de quelque composant que ce soit jusqu'en 1970, date à laquelle les cabines à capot devenant trop obsolètes (la cabine Big-Job Unic avait plus de 25 ans!) et même en France, où les transporteurs étaient restés très attachés à ces cabines d'un autre temps, étaient supplantées par les cabines avancées, plus confortables, spacieuses et procurant une sécurité sans pareil grâce à une visibilité large et complète sur 300 degrés.
UNIC avait déjà utilisé la nouvelle cabine Fiat V.I. sur quelques modèles lors du remplacement des anciennes cabines "Genève" sur les gammes lourdes, UNIC Izoard 270 notamment.
En 1970, la mise au point du nouveau moteur UNIC V 85 S, un très gros moteur diesel V8 de 14.886 litres de cylindrée, est terminée et le moteur peut équiper le futur très gros porteur de la marque française, le T 340 A comme tracteur et le P 340 A comme porteur. Entretemps, selon les accords conclus au milieu des années 1960, les législations des pays européens doivent converger pour arriver à une harmonisation des poids et mesures des véhicules. Le futur code européen prévoit des charges de 12 tonnes pour l'essieu jumelé et autoriser des semi-remorques de 40 tonnes sur 5 essieux. Unic décide alors de lancer la gamme 340 A dans plusieurs configurations :
- porteur traditionnel 4x2, version conforme au code français en vigueur avec un P.T.A.C. de 19 tonnes, 18 tonnes avec le futur code européen,
- porteur en version inconnue en France mais bien connue ailleurs, Allemagne, Italie et Espagne notamment, 6x2 avec le 3e essieu autodirecteur monté par des entreprises spécialisées agrées ou directement par les constructeurs, garantissant les 24 tonnes du futur code,
- tracteur traditionnel 4x2 pour semi-remorque homologué en France à 35 tonnes, mais conçu pour le futur code à 40 tonnes avec une semi à 3 essieux,

La gamme  340 A sera le premier camion d'une marque française à être adapté pour être homologué en Suisse où il connut un volume de ventes non négligeable (19 porteurs P 340 A, 11 tracteurs T 340 A, 2 porteurs P 340 A 6x4, 2 tracteurs T 340 A 6x4, 1 porteur P 340 A 8x4 (construit par le fils de l'importateur Garage Kurve, Bubendorf). Le code suisse imposait aux camions une largeur maximale de 2,30 mètres pour le transport local et une charge à l'essieu de 10+2 tonnes au lieu de 13 en France et autorisait les 8x4 à 28 tonnes. L'importateur Suisse Garage Kurve introduisait des roues +GF+ avec jantes Trilex pour réussir le largeur 2.30m. Une dizaine se vendait comme FIAT 190 en suisse et une grande nombre de OM 190, OM 260 6x4 et 8x4..
En 1975, Fiat lance sa nouvelle gamme de véhicules lourds, les Fiat 170/190 avec un nouveau moteur V8 de 17 litres développant 330 Ch. Le nouveau code de la route italien entré en vigueur en 1976 imposant une puissance minimale de 8 Ch DIN par tonne, le moteur Fiat passa à 352 Ch. Le sort du V8 Unic était clairement annoncé, il ne survivrait pas au moteur italien. Le V85S, dont la puissance ne dépassa jamais 307 Ch DIN verra sa fabrication arrêtée en 1975.
L'OM 190 sera remplacé par la gamme OM 170/190 et l'OM 260 par le OM 300 lancés au début d'année 1974.

## Curiosité
Depuis 1er août 1972 la législation suisse permettait un PTAC de 28 tonnes pour les camions 8x4. L'importateur VIBEA à Grancia (importateur OM pour la Suisse) a laissé transformer des 6x4 en 8x4 en Italie par différents constructeurs. Les premiers transformations avaient une deuxième essieu avant OM Titano mais plus tard ils étaient transformé avec une deuxième essieu avant UNIC.